# La Sainte Victoire
Pour plus de détails, voir Fiche technique et Distribution.
La Sainte Victoire est un film français écrit et réalisé par François Favrat, sorti en salles le 2 décembre 2009. Il s'inspire de l'affaire Pierre Botton.

## Synopsis

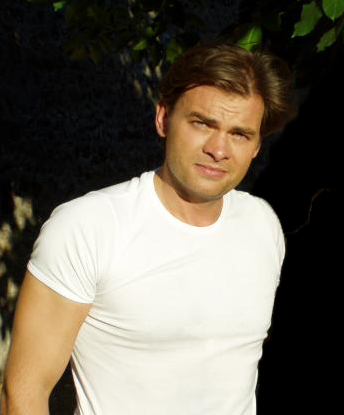
Clovis Cornillac lors du tournage du film en 2008.

Xavier Alvarez (Clovis Cornillac) est un petit architecte d’Aix-en-Provence en recherche perpétuelle de reconnaissance sociale. Il s’est fait tout seul et prospère, mais ne parvient pas à décrocher de gros marchés publics pour assouvir ses rêves de grandeur.
Il décide donc de se lancer corps, âme et biens dans la campagne de Vincent Cluzel (Christian Clavier), le candidat outsider à la mairie, persuadé qu’il renverra l’ascenseur en cas de victoire. À force d’énergie et de ruse, il parvient à discréditer le favori et à faire élire son protégé.
Mais leur amitié sincère, nouée dans la conquête du pouvoir, se heurte alors aux limites des intérêts et de l’ambition.

## Fiche technique
- Titre : La Sainte Victoire
- Réalisateur : François Favrat
- Scénario :  François Favrat en collaboration avec Stéphane Cabel
- Production : Les Films Du Kiosque, en association avec la SOFICA Cinémage 3
- Coproduit par : France 2 Cinéma et Mars Distribution
- Directeur de la photographie : Giovanni Fiore Coltellacci
- Chef monteur : Samuel Danesi avec la collaboration de Luc Barnier
- Directrice de production : Marianne Germain
- 1er assistant réalisateur : Ivan Fegyveres
- Son : Antoine Deflandre
- Décors : Denis Mercier
- Costumes : Nathalie Raoul
- Régie : Christophe Grandière
- Casting : Françoise Ménidrey
- Distributeur France : Mars Distribution
- Presse : B.C.G. - Myriam Bruguière, Olivier Guigues, Thomas Percy
- Dates de sortie : 
  - France : 10 novembre 2009 (Festival de Sarlat)
  - France, Suisse : 2 décembre 2009

 Sauf indication contraire, les informations mentionnées dans cette section peuvent être confirmées par la base de données cinématographiques IMDb,  présente dans la section « Liens externes ».

## Distribution
- Clovis Cornillac : Xavier Alvarez
- Christian Clavier : Vincent Cluzel
- Sami Bouajila : Yacine Guesmila
- Vimala Pons : Anaïs Cluzel
- Valérie Benguigui : Michèle Dalembert
- Marilyne Canto : Géraldine Wood
- Michel Aumont : Robert Richerand
- Éric Berger : Tristan de Courson
- Marianne Denicourt : Françoise Gleize
- Herrade von Meier : Noémie
- Doudou Masta : Doudou Djemba
- Jean-Yves Chatelais : Georges Carési
- Olivier Soler : Benjamin, l'agresseur au cutter
- Éric Naggar : l'expert en ondes
- Claude Lévêque : M. Alvarez
- Marie-Armelle Deguy : Sophie Belmont
- Frédéric Épaud : le lieutenant de police
- Marie Boissard : Albane Cléry
- Odile Cohen : Sylvia Cluzel
- Andrée Damant : Jacqueline
- Michel Bompoil : Godefroi Williams
- Lydie Melki : l'assistante-comptable
- Vincent Audat : M. Jésus
- Jacques Giraud : le policier Lanoy
- Pascal Decolland : l'adjoint au maire
- Jean-Marie Paris : le vigile
- Nicolas Cusset : Xavier adolescent
- Jamel Chaïbi[1] : Yacine adolescent
- Emmanuel Mendy : Doudou adolescent
- Alexandre Kara : le journaliste duplex
- François Bureloup : le journaliste iTV
- Pierre Banderet : le juge
- Grégory Dreyfus : l'avocat de Xavier
- William Gay : le chauffeur facho
- Audrey Fleurot : la commissaire

## Distinctions
- Prix d'interprétation masculine pour Clovis Cornillac - Festival du film de Sarlat 2009
- Prix de la meilleure production pour François Kraus et Denis Pineau-Valencienne (Les Films Du Kiosque) - Festival du film de Sarlat 2009
- Prix d'interprétation féminine pour Vimala Pons - 14ème Festival du film, Les avants-premières de Cosne-sur-Loire 2009
- Prix du public pour François Favrat - 14ème Festival du film, Les avants-premières de Cosne-sur-Loire 2009